# 白垩拟裂齿鲨属
白垩拟裂齿鲨属（学名：Cretacladoides，意为“来自白垩纪的像戟齿的”）是一类已灭绝的软骨鱼，可能属于镰鳍鲨科，其化石发现于法国和奥地利。白垩拟裂齿鲨属仅发现了牙齿，其主要发现于奥地利的克劳斯里格勒巴赫（Klausrieglerbach）地区，包含曲状白垩拟裂齿鲨和诺利孔白垩拟裂齿鲨两个物种。如果它确实属于镰鳍鲨科，那么它将是该科中生存年代最晚的成员，该科其它物种在石炭纪末灭绝。

## 研究历史
白垩拟裂齿鲨属的牙齿是由古生物学家亚历山大·卢克内德（Alexander Lukeneder）在2012年的一次实地考察中发现的。发现白垩拟裂齿鲨属牙齿的石灰岩中有多种不同的牙齿组合，亚历山大·卢克内德将其溶解在乙酸中，以便提取牙齿。总共7公斤的石灰石中含有大约88颗可分辨形状的牙齿，其中41颗无疑属于板鳃亚纲。虽然其中一些牙齿已经在之前的论文中描述过，但其他的则固定在残端上涂上金色，并使用维也纳大学古生物学系的电子显微镜进行扫描。
白垩拟裂齿鲨属的属名是白垩纪、戟齿和希腊语“εἶδς”（oides，意思是“相似”）的组合，意指其生存年代和牙齿与古生代软骨鱼的戟齿相似。

## 描述

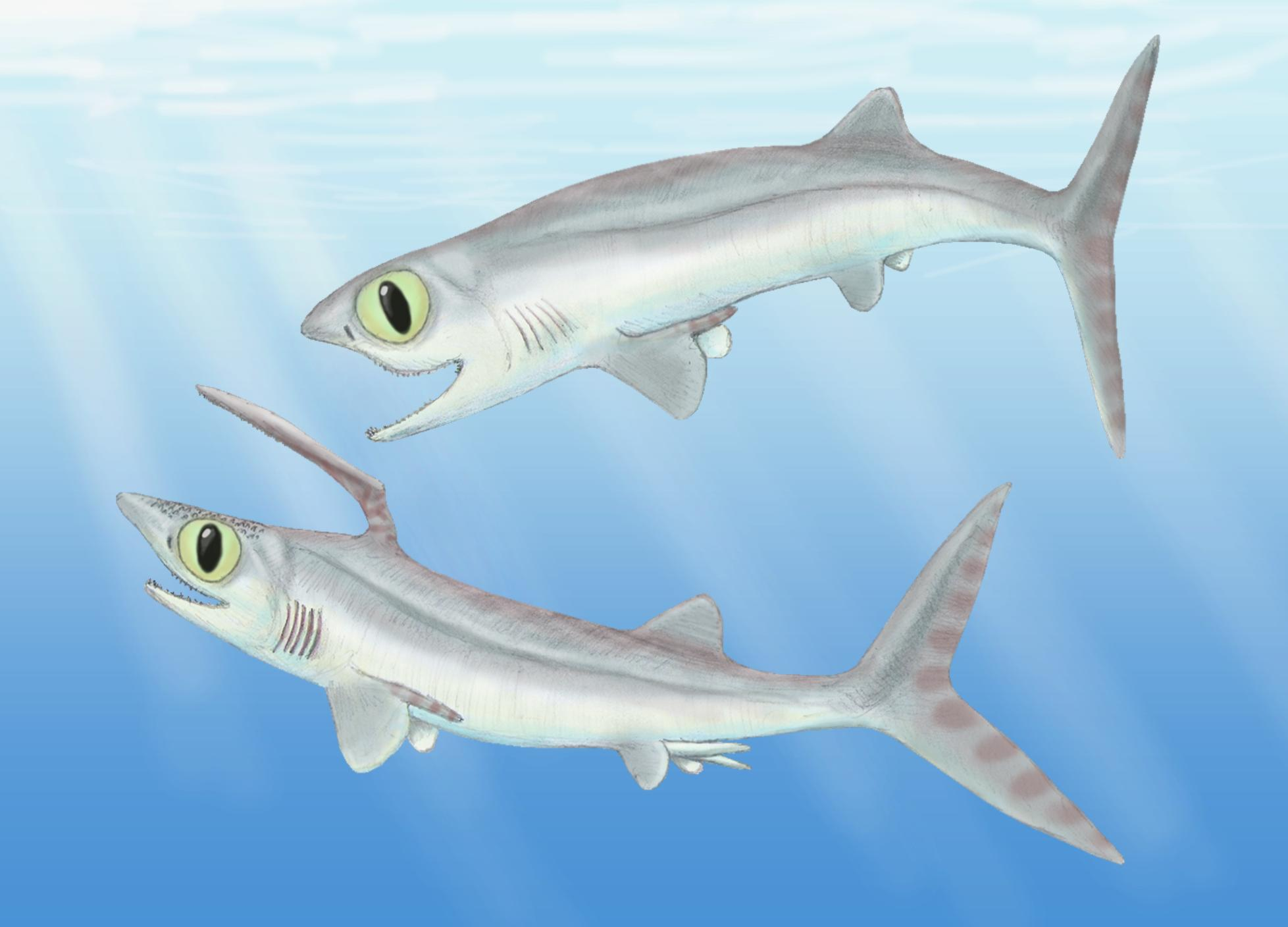
镰鳍镰鳍鲨（Falcatus falcatus）的复原图，白垩拟裂齿鲨可能与其外形相似。

白垩拟裂齿鲨属的牙齿结构呈多尖状，有一个分支状的牙冠，宽度和高度都不到1毫米（0.10厘米）。主齿尖是三角形的，两侧有两对或三对齿尖。第一对侧齿尖非常小，而第二对侧齿尖能达到主齿尖高度的四分之三。第三对侧齿尖若存在的话，大约是第二对的一半大小。牙齿的切割面在主齿尖和侧齿尖之间显然是连续的。在剖面图中，所有齿尖都向内倾斜。唇冠表面在主牙尖顶上有一个卵形珐琅质结构或者两个收拢的脊，这取决于它是哪颗牙齿。
从基部看，牙根呈d形，在主齿尖下方有一个小的唇状突起。从舌上看，牙根面在主齿尖以下有一个发育良好的突起。一对孔在这一突起的外侧，而另二对孔位于分隔第二和第三侧齿尖的凹口下方。牙根面有两个根尖孔，一个在牙根面中央，另一个在牙尖朝向口腔方向。

## 古生态学
克劳斯里格勒巴赫地区至少有另外三种被命名的软骨鱼类，分别是高奇鲨属（Altusmirus）、细带迅鲨属（Natarapax）和Smiliteroscylium属。高奇鲨属是一类真鲨类，Smiliteroscylium是一类须鲨类，细带迅鲨属可能是一类栉棘鲨类。此外该地还发现了一种亲缘关系不明确的鲨总目鲨鱼的牙齿。菊石则发现了卡斯滕菊石属（Karsteniceras）和沟冠菊石属，前者以贝壳、口盖以及类似层柱菊石属（Lamellaptychus）的菊石下喙为代表。瓮虫目和双鞭毛虫门也在该地区被发现。

## 最后的生存者
目前的观点假设白垩拟裂齿鲨属是镰鳍鲨科的一员，镰鳍鲨科是西莫利鲨目的一个科，白垩拟裂齿鲨属以外的镰鳍鲨类在石炭纪灭绝，这意味着该科存在幽灵谱系。白垩拟裂齿鲨属的描述者提出的一种解释是，该属占据了深海栖息地，这使得它的种群能够在二叠纪-三叠纪灭绝事件中幸存下来，并留下少量化石。事实上，克劳斯里格勒巴赫地区的深海古环境是一片缺氧的深海海域，这意味着该地当时几乎没有氧气。白垩拟裂齿鲨属与可能属于栉棘鲨目的Natarapax triportex生存于同一地区，这表明在法国可能有另一个幽灵谱系。
伊万诺夫在2022年对将白垩拟裂齿鲨属归入镰鳍鲨科的分类法提出了质疑，他认为白垩拟裂齿鲨属的牙齿只是外观类似于古生代镰鳍鲨科的牙齿。他注意到古生代镰鳍鲨类和假定的白垩纪镰鳍鲨类的牙冠形态存在差异（不同形状的齿尖在古生代镰鳍鲨类的牙齿中彼此分离，在可能的白垩纪镰鳍鲨类牙齿中彼此连接；古生代镰鳍鲨类牙齿中的切削刃发育较弱或没有切削刃，但在白垩纪镰鳍鲨类的牙齿有发育良好的切削刃），二者的齿根结构同样存在差异。伊万诺夫认为，欧洲白垩纪早期描述的假定的镰鳍鲨科牙齿更有可能属于新鲨类。